# Claus Sluter
Claus Sluter (1340-ta leta v Haarlemu – 1405 ali 1406 v Dijonu) je bil nizozemski kipar.
Od približno leta 1380 živel v Vojvodini Burgundiji. Bil je najpomembnejši severnoevropski kipar svojega časa in velja za pionirja severnega realizma zgodnjega nizozemskega slikarstva, ki je v polnem razcvetu doživel z delom Jana van Eycka in drugih v naslednji generaciji. Njegovo inovativno delo je imelo trajen vpliv na mednarodno gotsko kiparstvo svojega časa.

## Življenje
Ime Claes de Slutere van Herlam je vpisano v register Korporacije kamnosekov in kiparjev Bruslja okoli leta 1379/1380. Nato se je preselil v burgundsko prestolnico Dijon, kjer je bil od leta 1385 do 1389 pomočnik Jeana de Marvilla, dvornega kiparja Filipa Drznega, vojvode Burgundije. Od leta 1389 do svoje smrti je bil sam dvorni kipar s činom valeta de chambre. Nasledil ga je nečak Claus de Werve.
Kipar je zbolel leta 1399. Leta 1404 je zapustil svoj dom v vojvodski palači in se umaknil v opatijo Saint-Étienne v Dijonu. Nekaj mesecev pozneje, verjetno januarja 1406, je umrl kot samec brez otrok, njegov edini dedič pa je bil njegov nečak Claus de Werve – ali Klaas van de Werve. Zadnji kipi za Mojzesov vodnjak so bili dokončani in zapečateni na kraju samem v začetku leta 1405, glede na popis njegove delavnice po njegovi smrti leta 1406. Pogodbo, podpisano leta 1404 za dokončanje grobnice Filipa Burgundskega, je prevzel tudi nečak.

## Delo
Sluterjevo najpomembnejše delo je tako imenovani Mojzesov vodnjak (1395–1403) ali Veliki križ. Ustvarjen je bil za kartuzijanski samostan Champmol, ki ga je Filip Drzni ustanovil tik pred Dijonom leta 1383. Dolga leta naj bi zgornji del vključeval (poleg Kristusa na križu) kipe Device Marije in Janeza Evangelista. Vendar je bil bolj verjetno, da je bil le Kristus, z Marijo Magdaleno, ki kleči ob vznožju križa. Križ in vse, kar je bilo na spodnji terasi, je bilo uničeno nekje po letu 1736 in pred letom 1789, verjetno zato, ker se je zrušila streha stavbe, ki je varovala spomenik. Nekaj fragmentov originalnega križa je ohranjenih v Arheološkem muzeju v Dijonu. Figure v naravni velikosti, ki predstavljajo starozavezne preroke in kralje (Mojzes, David, Jeremija, Zaharija, Daniel in Izaija), stojijo okoli podstavka in držijo filakterije in knjige, v katerih so vklesani verzi iz njihovih besedil, ki so jih v srednjem veku razlagali kot tipološke predznake Kristusove žrtve. Fizična struktura dela, v kateri starozavezne figure podpirajo figure iz Nove zaveze, dobesedno ponazarja tipološko ikonografijo. Podstavek krasi šesterokotni vodnjak. Celoten spomenik je izdelan iz apnenca, pridobljenega v kamnolomih Tonnerre in Asnières.
Portal nekdanje pogrebne kapele v Champmolu je postavljen nekaj metrov stran od Mojzesovega vodnjaka. Sestavljen je iz treh Sluterjevih kiparskih skupin: stoječe Madone z detetom pri portalnem stebru; vojvode in njegovega zavetnika sv. Janeza na levem podboju ter vojvodinje in njene zavetnice Katarine na desnem. Sluter je bil odgovoren tudi za glavni del dela na Filipovem grobu, ki je (obnovljen in delno rekonstruiran) preseljen v Muzej lepih umetnosti, ki je v nekdanji vojvodski palači v Dijonu.
Sluter je bil eden od kiparjev pleurantov ali žalujočih, ki zasedajo niše pod grobnicami Filipa Drznega, njegove žene Margarete in Ivana Neustrašnega.